# Шемахинські ворота
Шемахинські ворота (азерб. Qoşa Qala qapıları) — подвійні проїзні ворота фортечних мурів Баку. З фортеці до воріт сходяться вулиці Беюк Гала і Кічик Гала, із зовнішньої сторони — Азіза Алієва і Істіглаліят.

## Історія

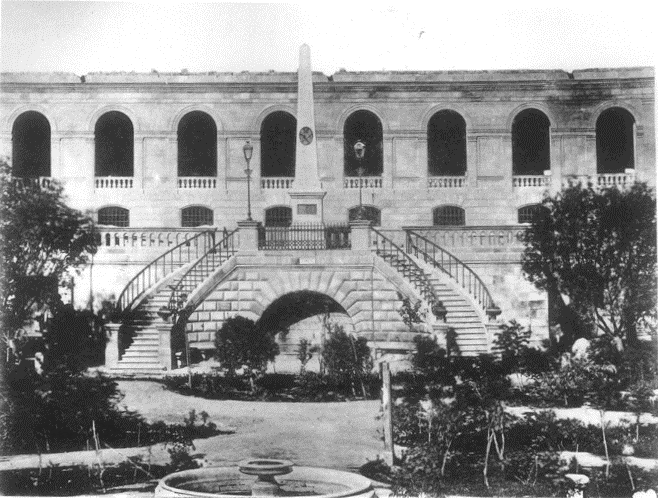
Пам'ятник Ціціанову в Баку. Стара фотографія

Фортечні мури Баку мають давнє походження. Випадково знайдена в 1954 році внаслідок обвалу в одній з напівбашт північної ділянки мурів  велика кам'яна плита з трирядковий написом XII століття на арабською мовою, виконана куфичним почерком, повідомляє про будівництво мурів міста ширваншахом Мінучихром III (1120—1160) в першій половині XII століття .
Назву воротам дано по місту Шемахи, до воріт проходив давній караванний шлях
8 лютого 1806 року під мурами міста поблизу Шемахинських воріт було підступно вбито російського головнокомандувача князя Павла Ціціанова, що при'їхав для переговорів про мирну здачу Баку російським військам. У 1846 році місце вбивства князя Ціціанова, за 100 кроків від воріт, було відзначено пам'ятником-обеліском, втраченим в радянські часи.
На початку XIX століття по внутрішньому обводу мурів була прокладена вулиця (нині — Мала Фортечна, або Кічик Гала). У 1980-ті роки другий ряд мурів втратив своє оборонне значення і був знесений з метою благоустрою міста. 1870 року було отримано дозвіл знести зовнішній ярус фортечних мурів. У 1886 році це питання ще раз піднімалося на засіданні Думи і в результаті зовнішні мури були знесені, а побудовані Зульфігар-ханом ворота зі знесених зовнішніх фортечних мурів були розміщені поруч з Шемахинськими воротами першого ярусу мурів.
Нині ці ворота називаються в народі Парними фортечними воротами («Гоша гала гаписи»).